# Шеффле, Альберт
Альберт Эберхард Фридрих Шеффле (нем. Albert Eberhard Friedrich Schäffle; 24 февраля 1831, Нюртинген — 25 декабря 1903, Штутгарт) — немецкий и австрийский экономист и социолог, представитель органической школы и катедер-социализма.

## Биография
Профессор политэкономии в университетах Тюбингена (1860—1868), Вены (1868—1870) и Штутгарта (1871—1903).
С 1862 по 1865 год член законодательной палаты королевства Вюртемберг, отстаивал проавстрийскую политику. В 1868 году был избран от Вюртемберга в состав немецкого таможенного парламента, в оппозиции к прусской политике. В том же году был приглашён профессором в Венский университет.
В 1871 министр торговли и сельского хозяйства в правительстве Австрии во главе с Карлом Зигмундом фон Гогенвартом.

## Вклад в науку
Рассматривал общество как организм, который развивается по дарвиновскому принципу борьбы за существование; анализировал роль коллективной собственности в процессе распределения и производства. Считал социализмом всякое вмешательство государства в экономическую жизнь. 
Предмет социологии для Шеффле – это духовные взаимоотношения между людьми. Духовное взаимодействие становится координатором социального тела, когда создаются знаковые средства для связи и поддержания целостности. Шеффле писал о 5 видах социальных тканей, гомологичных биологическим (например, духовная сфера = нервная ткань). Закон социального развития – естественный отбор, победа высших форм жизни над примитивными. Основное отличие общества от организма состоит в существовании коллективного сознания.
В своём сборнике лекций «Капитализм и социализм» (1870) ввёл в научный оборот термин «капитализм», «очищая» это понятие от его политического, агитационного смысла. Шеффле популяризировал естественную, справедливую природу развития капитализма, связанную с индустриальным прогрессом, говоря о том, что труд каждого – это вложение в копилку общего капитала.  Шеффле выдвинул тезис о том, что либеральный капитализм и есть лучшая форма социализма. По мнению Шеффле, доминирование капитализма в экономике – это совершенно свободный, с индивидуальной точки зрения, меновой оборот — каждый наёмный работник уступает по свободному договору найма личных услуг продукты своего труда за заработную плату, личная свобода и свобода мены становятся неразлучны с развитием капитализма. Через обоснование теории коллективного капитала Шеффле предложил понимать капитализм не в качестве антонима социализма, а в качестве синонима социализма как свободного обмена.

## Научные труды
- Капитализм и социализм = Kapitalismus und Sozialismus. (1870) – СПб., 1871—1872. Ч. 1
- «Строение и жизнь социальных тел в 4-х тт. (Bau und Leben des sozialen Körpers, 1875—1878);
- Квинтэссенция социализма = Die Quintessenz des Sozialismus. (1874) — СПб., 1906. — [2], VIII, 59 с.
- «Из моей жизни» (Aus meinem Leben, 1905).